# Le Verger (jeu)
Pour les articles homonymes, voir Verger (homonymie).
 (août 2018).
Le Verger (Obstgarten) est un jeu de société coopératif créé par Anneliese Farkaschovsky. Il a été édité la première fois en 1986 par la société Haba.
Pour 2 à 4 joueurs à partir de 3 ans.

## But du jeu
Le but du jeu est de récupérer tous les fruits avant d'avoir reconstitué sur le plateau le puzzle corbeau.

## Règles du jeu
Le plus jeune joueur commence en lançant le dé. Il a quatre faces de couleur (jaune pour la poire, vert pour la pomme, bleu pour la prune et rouge pour la cerise), ainsi qu'une face « panier », et une face « corbeau ».
- S'il tombe sur une face couleur, il prend le fruit correspondant à la couleur, et le met dans son panier.
- S'il tombe sur « panier », il prend deux fruits de son choix.
- S'il tombe sur « corbeau », il place une des pièces de puzzle corbeau sur le plateau de jeu.

Le jeu continue par le joueur suivant.
S'il n'y a plus de fruit sur l'arbre, le joueur passe son tour.

### Le gagnant
Les joueurs gagnent tous ensemble s'ils ont réussi à cueillir tous les fruits des arbres.
Les joueurs perdent ensemble si le puzzle corbeau de 9 pièces est reconstitué entièrement avant qu'ils n'aient pu récupérer tous les fruits.

### Variante
Quand un joueur a deux fruits identiques dans son panier, il ne peut y mettre un troisième fruit. Il a alors le droit de le cueillir pour le mettre dans le panier d'un autre joueur. Ou le laisse dans l'arbre.
La face « panier » n'autorise la prise que d'un fruit de son choix.
Les autres règles sont identiques.

## Intérêt du jeu
Les enfants ne sont plus dans une optique de confrontation, mais dans la coopération.

## Probabilités de gagner
C'est seulement quand le panier apparaît qu'on a un choix à faire. Pour augmenter ses chances de gagner, il faut choisir un fruit dans l'arbre le plus chargé.
On peut simuler des centaines de milliers de parties avec un programme approprié.
L'espérance de diminution du nombre de fruits tant qu'il n'y a pas d'arbre vide est de 4/6*1+1/6*2=1. L'espérance d'ajout d'une pièce du puzzle est de 1/6*1=1/6. Pour arriver au puzzle complet il faudrait en moyenne 54 coups. Par ailleurs la simulation indique une partie moyenne de 40,12 coups seulement.
Si on diminue le nombre de fruits par arbre au début, la probabilité bien sûr augmente.
N est le nombre de fruits par arbre et p la probabilité de gagner la partie.
Si N=10, alors p≃68,4 %
Si N=9, alors p≃76,2 %
Si N=8, alors p≃83,1 %
Si N=7, alors p≃88,9 %
Si N=6, alors p≃93,4 %
Si N=5, alors p≃96,5 %
On peut  automatiser le calcul de la probabilité exacte de gain pour la stratégie décrite ci-dessus (si on tire "panier", prendre deux fruits sur l'arbre le plus chargé, ou, dans le cas où il y a deux arbres ex-æquo, un fruit dans chacun de ces arbres), et on obtient une probabilité de gagner la partie d'environ 68,40 % (10595284893584715037488264068514156177970969647014229623087623 / 15489107002921234981941411840000000000000000000000000000000000).
Le jeu pourrait être plus équilibré avec 12 fruits avec une probabilité de gagner contre le corbeau de 51,9 %.